# Czinka Panna

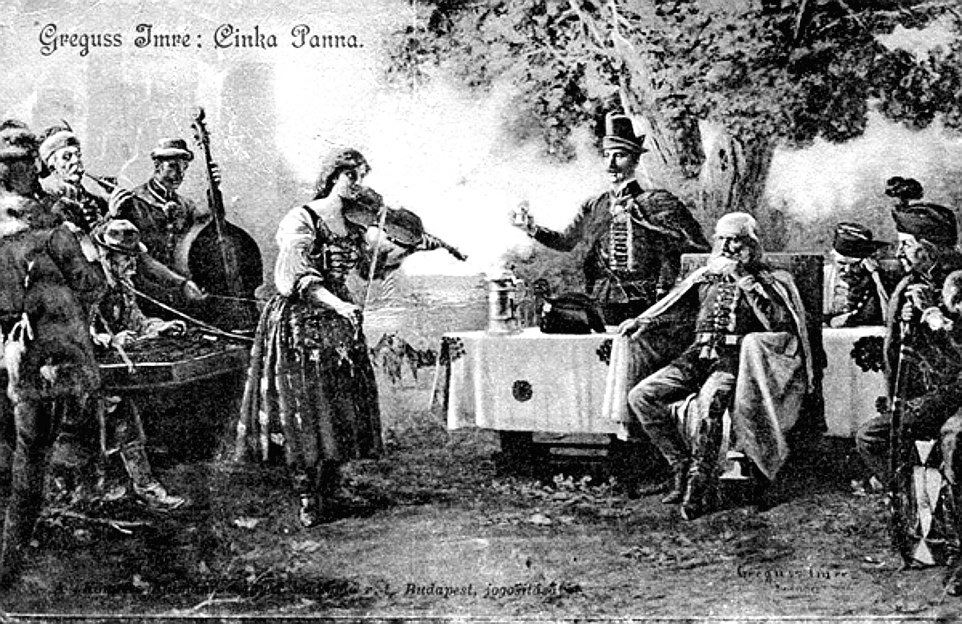
Greguss Imre Cinka Panna című festményének képeslap-reprodukciója

Czinka Panna vagy Cinka Panna (Sajógömör, 1711 – Tornalja vagy Sajógömör (?), 1772) legendás magyar cigányzenész, virtuóz hegedűs, az első mai értelemben vett cigányprímás. Nagybőgős férjével és zenész sógoraival együtt ő alapította 1728-ban az első ismert, híressé vált, hagyományos magyar cigányzenekart.
Már 9 évesen olyan tisztán hegedült, hogy a szépreményű gyermeket több gömöri földbirtokos saját költségén Rozsnyóra küldte, hogy ott hegedűjátékát tökéletesítsék. Elsősorban földesura, Lányi János támogatta. A kis Pannát a jeles városi karmester oktatta, s így rövid idő alatt rohamos haladást ért el a hegedűjátékban, a hangszerelésben és a zeneszerzésben. Tizenkét éves korára bámulat tárgya lett a muzsikája. Tizennégy éves korában férjhez ment egy nagybőgőn (akkori megfelelője a viola da gamba) játszó ügyes cigányzenészhez. Majd férjével és annak két fivérével 1728-ban megalapította kis zenekarát. Czinka Pannáé volt az első igazi cigánybanda, amelyben két hegedűs (egyikük a prímás, a másikuk a kontrás), egy cimbalmos és egy bőgős játszott. Hírük napról napra terjedt, ünnepségekre 20-30 mérföldről is hívták őket muzsikálni.
Földesúr patrónusuktól házat és telket kaptak, és kétéves időközönként új vörös ruhát. Panna volt az első hegedűs, és amikor nem zenéltek, ellátta a háztartást és segített főállásban kovácsmester férjének a műhelyben. A kortársak szerint rövid pipát szeretett szívni, amelynek hossza nem zavarta a hegedülésben.
Az ezernyolcszázas években gróf Fáy István és Káldy Gyula adta ki Czinka Panna műveit („A régi magyar zene kincs”ei c. gyűjteményben), ezek azonban sajnos nem eredetiek, köztük a híres Czinka Panna-nóta sem. A legenda szerint az ő műve a Rákóczi-induló, de az is csak a 19. század elején, jóval halála után keletkezett. Nem maradt fenn hiteles műve. Fáy gróf egyéb tekintetben is legendateremtő volt: feltűnő szépségű, drágakövekkel díszített ruhájú cigány asszonynak írta le Pannát, akinek Amati-hegedűje volt.
Végakaratának megfelelően férfiruhában, kedvenc hegedűjével és pipájával együtt temették el 1772-ben a gömöri temetőben.

## A Pallas nagy lexikonaszócikke

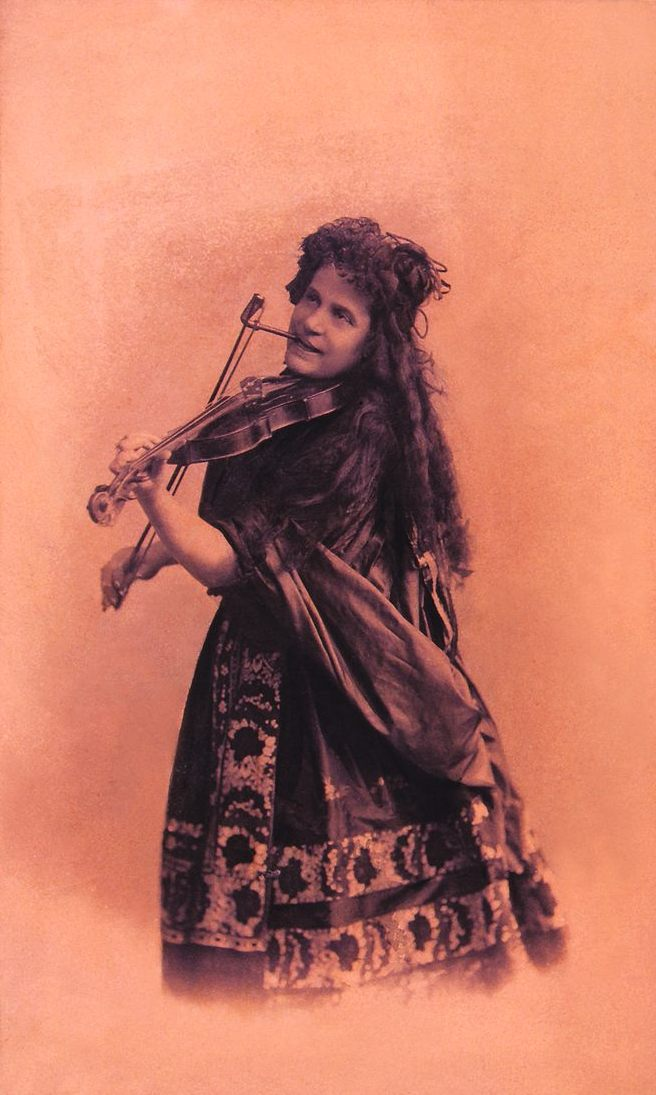
Hegyi Aranka operett- és dalénekesnő, mint Czinka Panna

Czinka Panna az öreg Czinkának lánya volt. Öregapja, Barna Mihály prímás. Már 9 éves korában oly tisztán hegedült, hogy a szép reményekre jogosult gyermeket több Gömör vármegyei földbirtokos s köztük különösen földesura Lányi János, saját költségükön Rozsnyóra küldték, hogy ott a hegedűjátékban kiképezze magát. A kis Pannát a jeles városi karmester tanította. Rövid idő alatt nemcsak a hegedűjátékban, hanem a zenében is oly rohamos haladást tett, hogy már 12 éves korában általános bámulat tárgya lett; 14 éves korában férjhez ment egy ügyes Viola di Gamba-n játszó cigány zenészhez, s nemsokára férjével és annak két fivérével egy kis zenekart alapított és ezentúl híre napról napra terjedt, úgyhogy ünnepélyek alkalmával 20-30 mérföldnyire is elvitték. Jó földesura a Sajó partján nemcsak kis házat épített számára, de bandájának minden 2 évben új szép vörös ruhát is csináltatott. Ott a Sajó partján élt Panna boldog családi életet. Később már egész zenekara fiaiból állott. Sok pénzt keresett és teljes életében takarékos lévén, szép vagyont hagyott övéinek. Végrendeletében meghagyta, hogy díszruhájában gyémántos gyűrűvel temessék el, s melléje kedves Amati-hegedűjét is, melyet Csáky bíbornoktól kapott ajándékul. Sírjára földesura emeltetett emléket. C.-tól mindössze három mű maradt fönn. Legtöbb szerzeményeinek azonban csak címét ismerjük, ilyenek többek közt: a «Háromszáz özvegy nótája», a «Halotti tánc» és az «Ősapáink dala». Fennmaradt szerzeményei a legremekebb «hallgató magyar» fajtájúak, valóságos gyöngyök zenei tekintetben és minden később szerzett e fajta művek mintájául tekinthetők.

## Emlékezete
- Alakját Jókai Mór Szeretve mind a vérpadig című, Ocskay László brigadérosról szóló regényében rajzolta meg, valódi koránál korábbra helyezve, és Fáytól eltérően csúnyának ábrázolva.
- Almási Tihamér: Czigány Panna Népszinmű három felvonásban,  Franklin-Társulat, Budapest, 1898
- Az 1900-as évek elején róla elnevezett nagyváradi cigánytelepet azóta is így hívják.[7]
- 1913-ban jelent meg Dózsa Endre Czinka Panna című regénye.
- Kodály Zoltán az 1940-es években Balázs Béla szövegére daljátékot írt Czinka Pannáról (Czinka Panna balladája, 1948. március 15-én mutatták be az Operaházban). Az opera bukás volt, de az ebben az időben is „sérthetetlen” Kodálynak ez nem ártott, Balázs Béla utolsó éveire azonban komoly árnyékot vetett.
- Sajógömörben, a barokk-klasszicista kastéllyal szemben mellszobra áll. Ennek megkoszorúzása a rendszeresen itt rendezett Országos Czinka Panna Prímásverseny egyik programja.[8]
- Csemer Géza színművet írt róla 1996-ban.
- A Focus Film pozsonyi produkciós cég szlovák–magyar koprodukcióban filmet forgatott 2008 augusztus-októberében Czinka Pannáról, egymillió euró körüli költségvetéssel. A rendező Dušan Rapoš, a forgatókönyvíró Lubomir Slivka, a főszereplő – a tervbeli magyar színésznő helyett – a 17 éves, tbiliszi születésű, grúz Anna Giorgobiani, művésznevén Anna Gurji lett.[9]

Apját, az öreg Cinkát viszont magyar színész alakítja: Galkó Balázs.
- 1897-ben Endrődi Sándor írt híres nótaszerű verset Cinka Pannáról:

Cinka Panna hegedűje,
Hegedűje –
Mintha csak a sátán maga
Hegedűlne:
Bűbájol a ringatója,
Bolondít a keserűje.
Ha vígan szól az a nóta,
Az a nóta:
Szent Dávid is táncra perdül
Fenn a holdba:
A kerek ég csupa csillag,
A kerek föld csupa rózsa.
De mikor bús a nótája,
A nótája:
Beborul a csillagos ég
Nagy rónája, –
S mintha egész Magyarország
Hervadozna, sirdogálna…